# روبرت برودبنت
روبرت برودبنت (بالإنجليزية: Robert Broadbent)‏ هو دراج أسترالي، ولد في 5 نوفمبر 1904 في ملبورن في أستراليا، وتوفي في 4 أكتوبر 1986.

## وصلات خارجية
- روبرت برودبنت على موقع أرشيف الدراجات (الإنجليزية)
- روبرت برودبنت على موقع أوليمبيديا (الإنجليزية)